# Saint-Haon-le-Châtel
Pour les articles homonymes, voir Chatel.
Saint-Haon-le-Châtel [sɛ̃t‿ɑ̃ lə ʃatɛl] est une commune française située dans le département de la Loire en région Auvergne-Rhône-Alpes.
Avec seulement 87 hectares de superficie, Saint-Haon-le-Châtel est la commune la plus petite de la Loire et la 53e de France. En termes de densité, elle est ainsi la 22e la plus forte de la Loire.

## Géographie
Le village médiéval typique fortifié surplombe la plaine de Roanne.
Les communes limitrophes sont uniquement Saint-Haon-le-Vieux au nord et Renaison au sud.
| Saint-Haon-le-Vieux | Saint-Haon-le-Vieux  | Saint-Haon-le-Vieux |
| Saint-Haon-le-Vieux | Saint-Haon-le-Châtel | Saint-Haon-le-Vieux |
|                     | Renaison             |                     |

### Climat
Pour des articles plus généraux, voir Climat d'Auvergne-Rhône-Alpes et Climat de la Loire.
En 2010, le climat de la commune est de type climat des marges montargnardes, selon une étude du Centre national de la recherche scientifique s'appuyant sur une série de données couvrant la période 1971-2000. En 2020, Météo-France publie une typologie des climats de la France métropolitaine dans laquelle la commune est exposée à un climat de montagne ou de marges de montagne et est dans une zone de transition entre les régions climatiques « Centre et contreforts nord du Massif Central » et « Nord-est du Massif Central ».
Pour la période 1971-2000, la température annuelle moyenne est de 10,6 °C, avec une amplitude thermique annuelle de 16,4 °C. Le cumul annuel moyen de précipitations est de 898 mm, avec 10,6 jours de précipitations en janvier et 8 jours en juillet. Pour la période 1991-2020, la température moyenne annuelle observée sur la station météorologique de Météo-France la plus proche, « Roanne-Riorges_aéro », sur la commune de Saint-Léger-sur-Roanne à 7 km à vol d'oiseau, est de 11,8 °C et le cumul annuel moyen de précipitations est de 668,1 mm,. Pour l'avenir, les paramètres climatiques de la commune estimés pour 2050 selon différents scénarios d'émission de gaz à effet de serre sont consultables sur un site dédié publié par Météo-France en novembre 2022.

## Urbanisme

### Typologie
Au 1er janvier 2024, Saint-Haon-le-Châtel est catégorisée bourg rural, selon la nouvelle grille communale de densité à sept niveaux définie par l'Insee en 2022.
Elle appartient à l'unité urbaine de Roanne, une agglomération intra-départementale regroupant 15  communes, dont elle est une commune de la banlieue,,. Par ailleurs la commune fait partie de l'aire d'attraction de Roanne, dont elle est une commune de la couronne,. Cette aire, qui regroupe 88 communes, est catégorisée dans les aires de 50 000 à moins de 200 000 habitants,.

### Occupation des sols
L'occupation des sols de la commune, telle qu'elle ressort de la base de données européenne d’occupation biophysique des sols Corine Land Cover (CLC), est marquée par l'importance des territoires agricoles (51,8 % en 2018), en diminution par rapport à 1990 (61,5 %). La répartition détaillée en 2018 est la suivante : 
zones agricoles hétérogènes (51,8 %), zones urbanisées (48,2 %). L'évolution de l’occupation des sols de la commune et de ses infrastructures peut être observée sur les différentes représentations cartographiques du territoire : la carte de Cassini (XVIIIe siècle), la carte d'état-major (1820-1866) et les cartes ou photos aériennes de l'IGN pour la période actuelle (1950 à aujourd'hui).

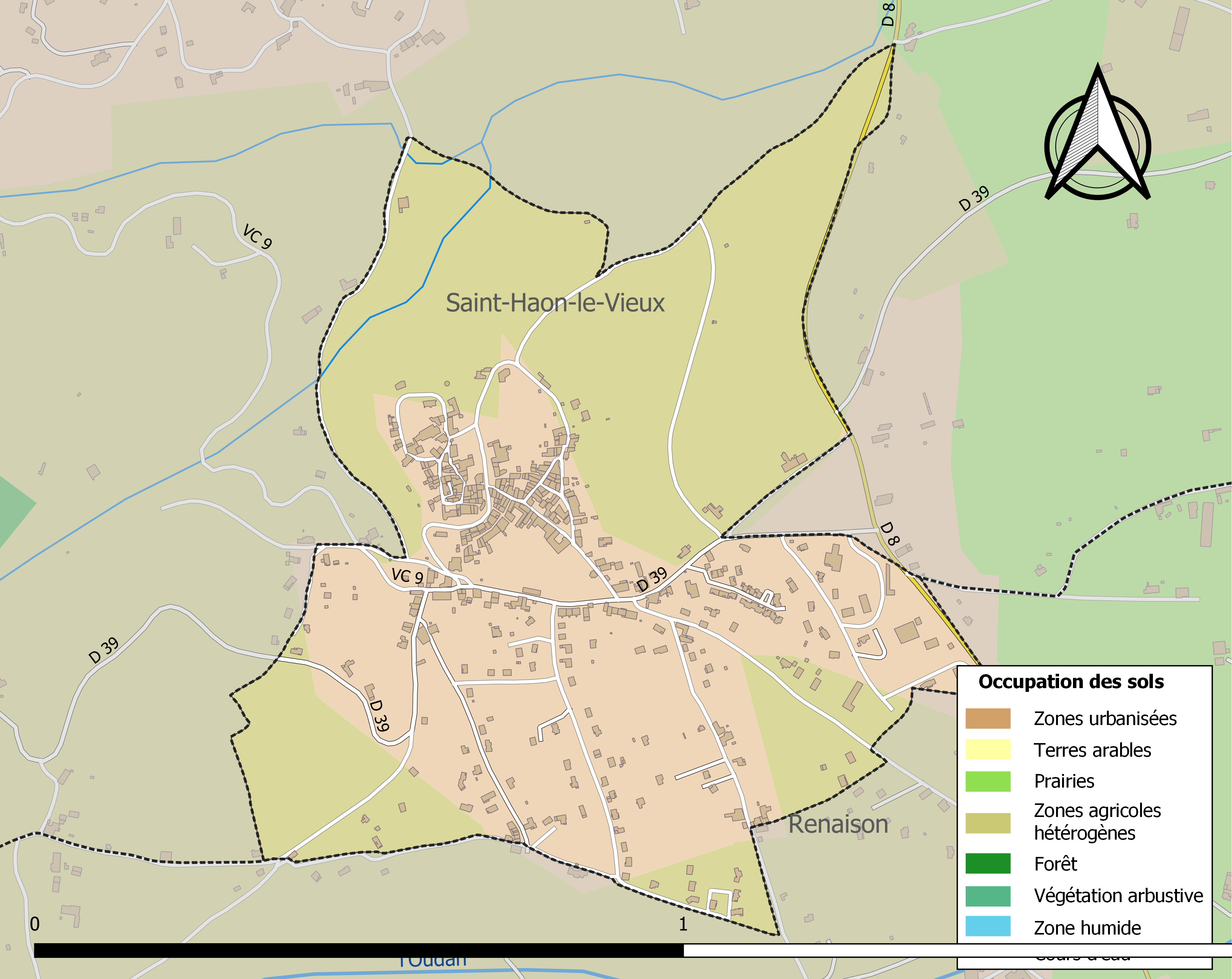
Carte des infrastructures et de l'occupation des sols de la commune en 2018 (CLC).

## Toponymie
Issu d'un ancien nom de baptême, du latin Abundius (abundus = abondant), popularisé par un saint dont on ne sait quasiment rien.

## Histoire
Avant 954, le comte Artaud Ier lègue à Cluny l'église de Saint-Haon. Vers 1100, était le siège d'une "viguerie" appartenant aux derniers comtes de la première maison des comtes de Forez. Au XIIIe siècle, le collateur de la cure était le prieur d'Ambierle, lui-même dépendant de Cluny. A la même période un hôpital existait près d'une voie importante.
Depuis le 1er janvier 2013, la communauté de communes de la Côte roannaise dont faisait partie la commune s'est intégrée à la Communauté d'agglomération roannais agglomération.

## Blasonnement
| Blason | Blasonnement : D’argent au lion de gueules. |

## Politique et administration
| Période                                  | Période   | Identité     | Étiquette | Qualité                                                     |
| ---------------------------------------- | --------- | ------------ | --------- | ----------------------------------------------------------- |
| Les données manquantes sont à compléter. |           |              |           |                                                             |
| mars 1977                                | mars 2008 | Alain Pérard | PS        | Président de la communauté de communes de la côte roannaise |
| mars 2008                                | mai 2020  | Yves Durand  | PS        | Enseignant                                                  |

## Démographie
L'évolution du nombre d'habitants est connue à travers les recensements de la population effectués dans la commune depuis 1793. Pour les communes de moins de 10 000 habitants, une enquête de recensement portant sur toute la population est réalisée tous les cinq ans, les populations de référence des années intermédiaires étant quant à elles estimées par interpolation ou extrapolation. Pour la commune, le premier recensement exhaustif entrant dans le cadre du nouveau dispositif a été réalisé en 2004.

En 2022, la commune comptait 630 habitants, en évolution de −1,41 % par rapport à 2016 (Loire : +1,32 %, France hors Mayotte : +2,11 %).
| 1793 | 1800 | 1806 | 1821 | 1831 | 1836 | 1841 | 1846 | 1851 |
| ---- | ---- | ---- | ---- | ---- | ---- | ---- | ---- | ---- |
| 800  | 750  | 868  | 600  | 707  | 730  | 719  | 719  | 749  |

| 1856 | 1861 | 1866 | 1872 | 1876 | 1881 | 1886 | 1891 | 1896 |
| ---- | ---- | ---- | ---- | ---- | ---- | ---- | ---- | ---- |
| 657  | 704  | 723  | 701  | 731  | 696  | 714  | 715  | 674  |

| 1901 | 1906 | 1911 | 1921 | 1926 | 1931 | 1936 | 1946 | 1954 |
| ---- | ---- | ---- | ---- | ---- | ---- | ---- | ---- | ---- |
| 620  | 630  | 538  | 440  | 438  | 417  | 388  | 344  | 386  |

| 1962 | 1968 | 1975 | 1982 | 1990 | 1999 | 2004 | 2006 | 2009 |
| ---- | ---- | ---- | ---- | ---- | ---- | ---- | ---- | ---- |
| 407  | 392  | 410  | 439  | 535  | 570  | 568  | 571  | 588  |

| 2014 | 2019 | 2022 | - | - | - | - | - | - |
| ---- | ---- | ---- | - | - | - | - | - | - |
| 617  | 637  | 630  | - | - | - | - | - | - |

## Lieux et monuments
- Église Saint-Eustache de Saint-Haon-le-Châtel du XIIe siècle.
- Remparts du XIIe siècle.
- Manoir de la Fleur de Lys.
- Hôtel Pelletier.

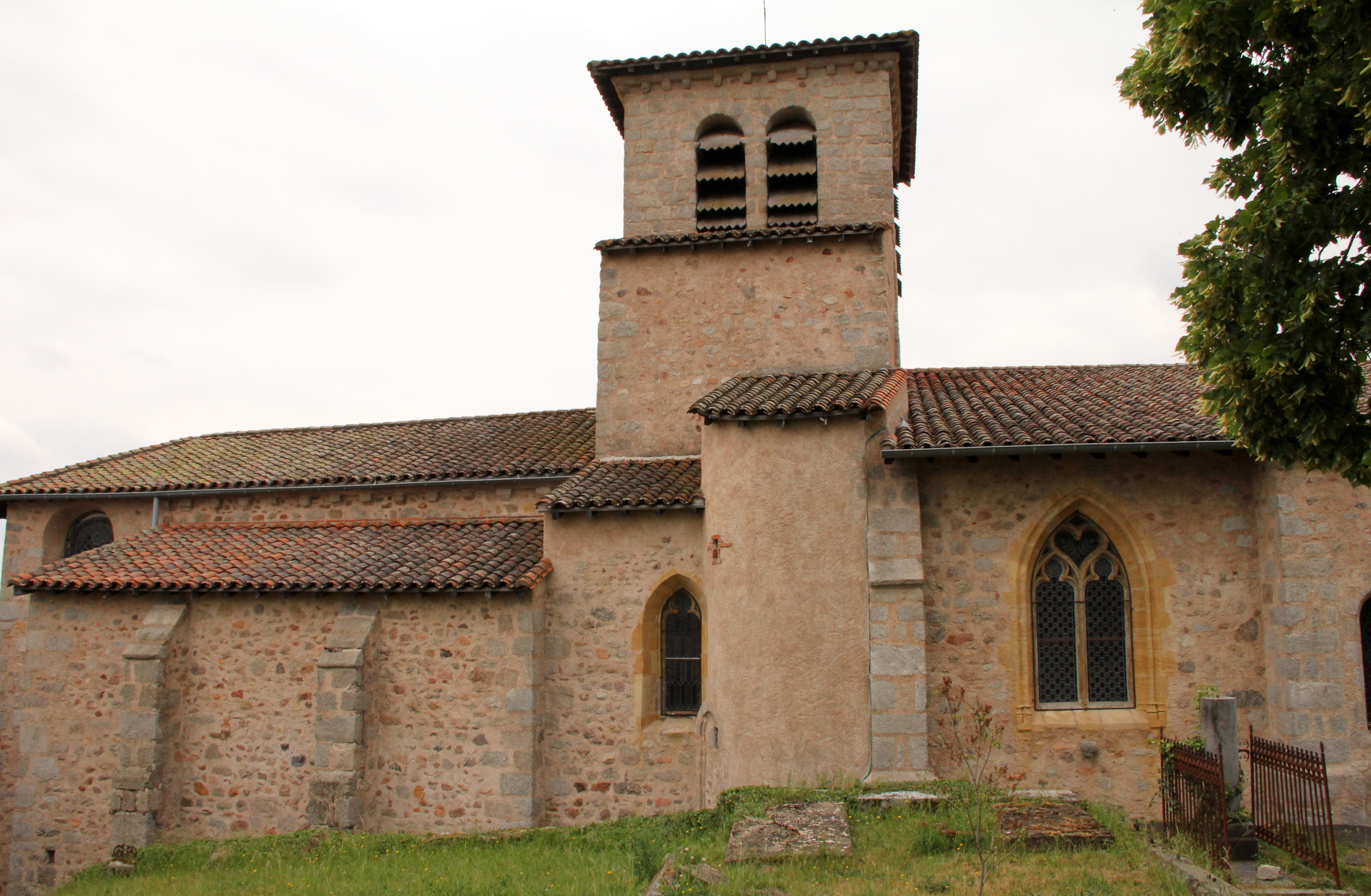
Église.
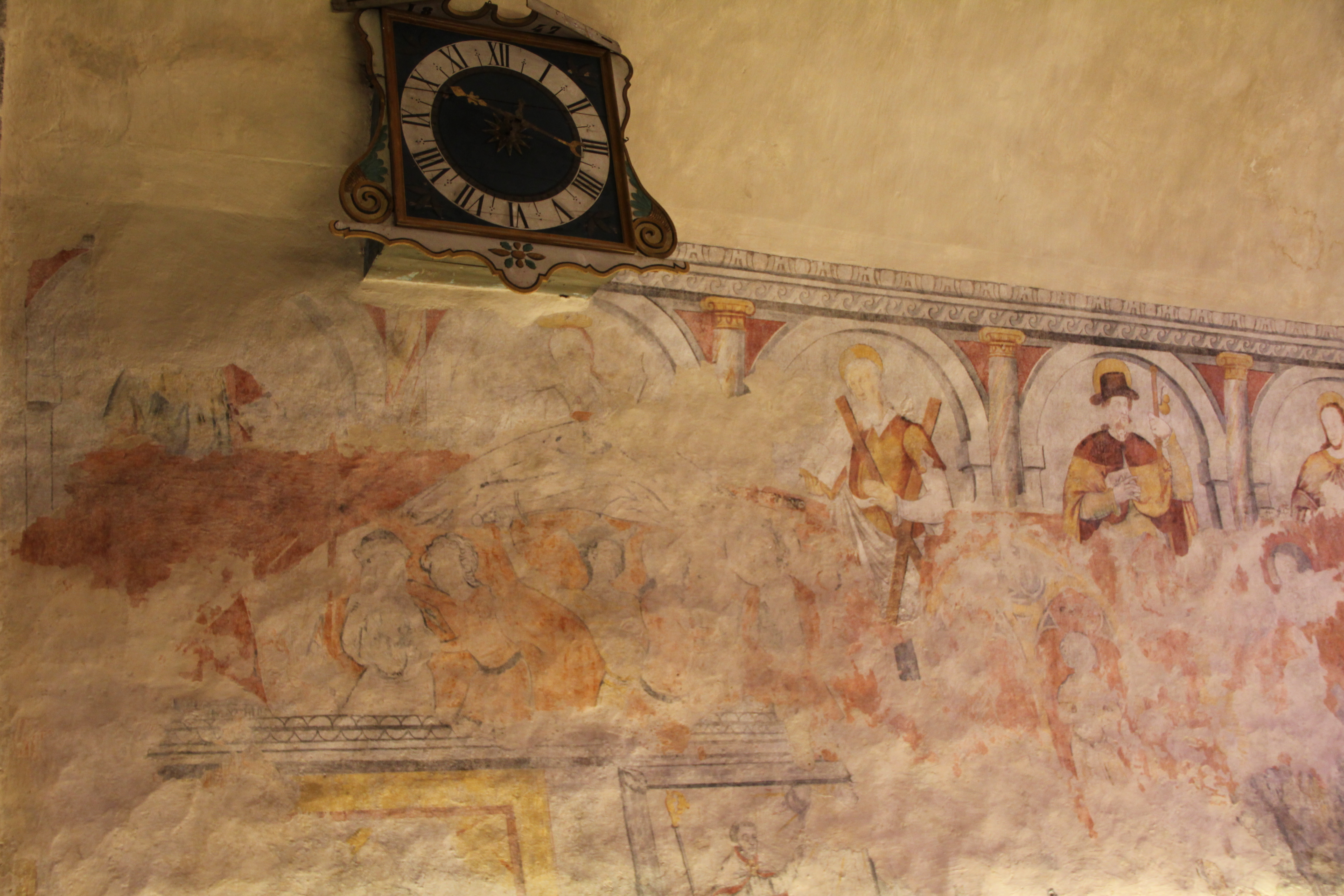
Fresques.
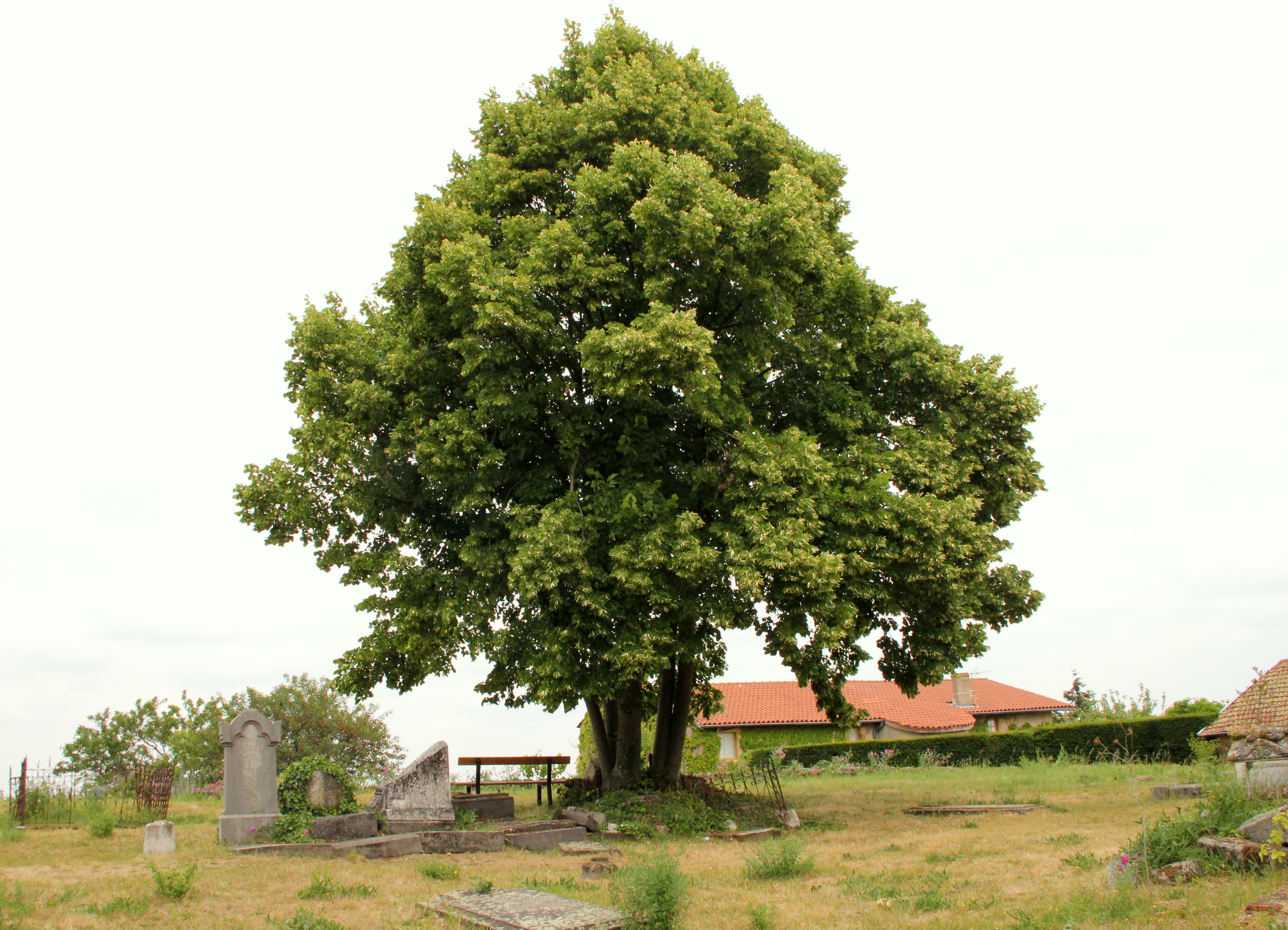
Cimetière.
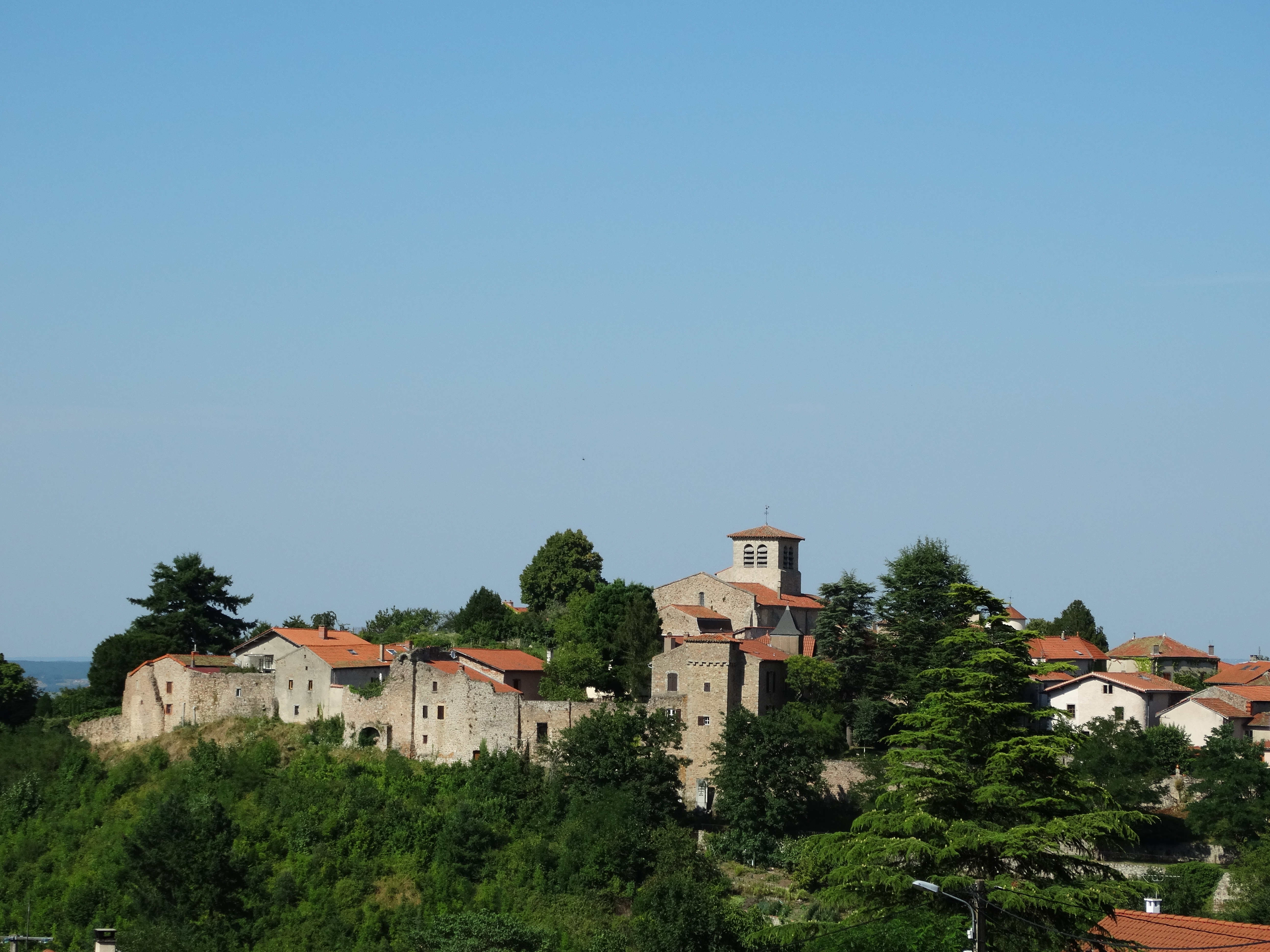
Des remparts à visiter.
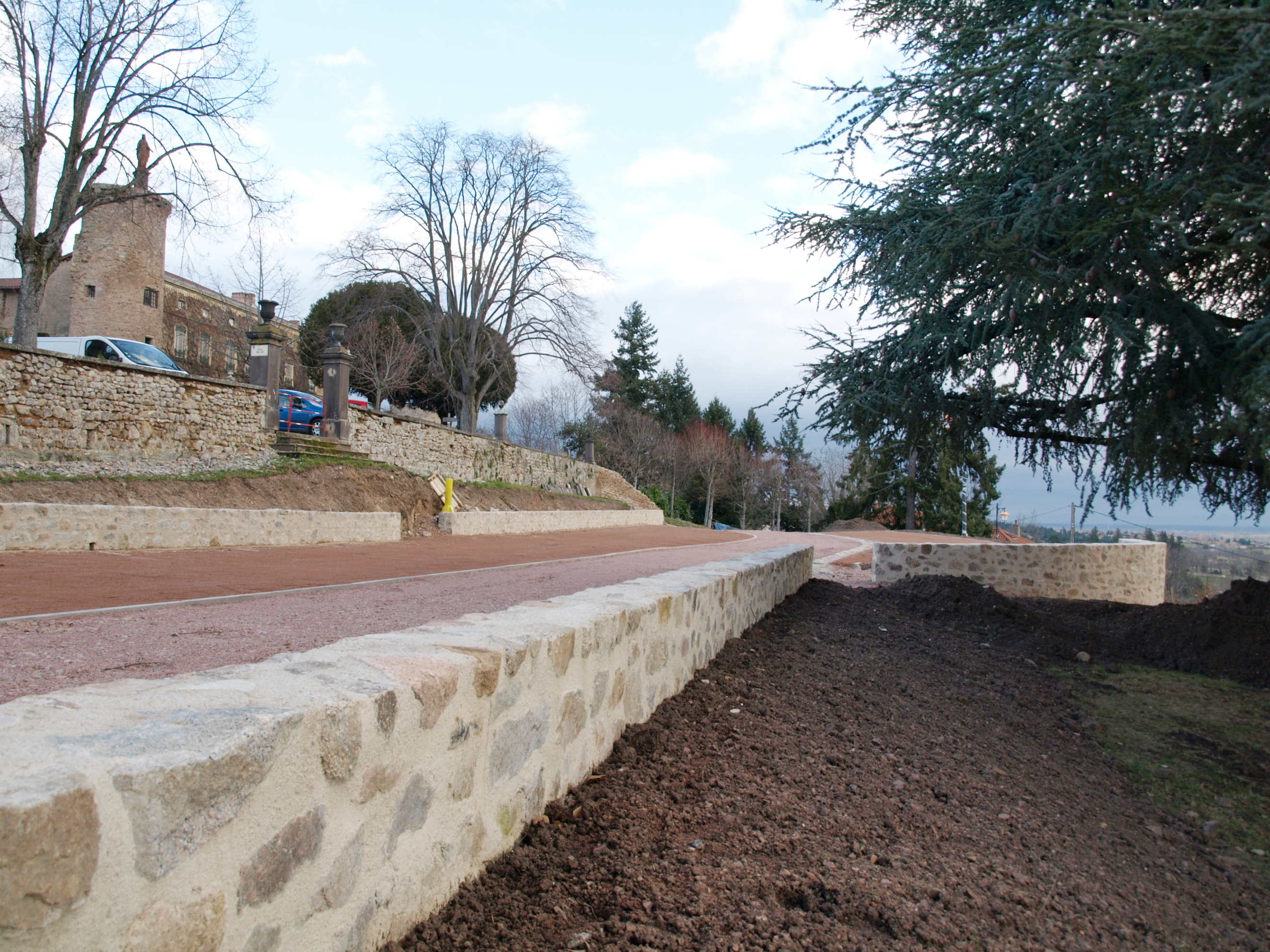
Place Verdun.
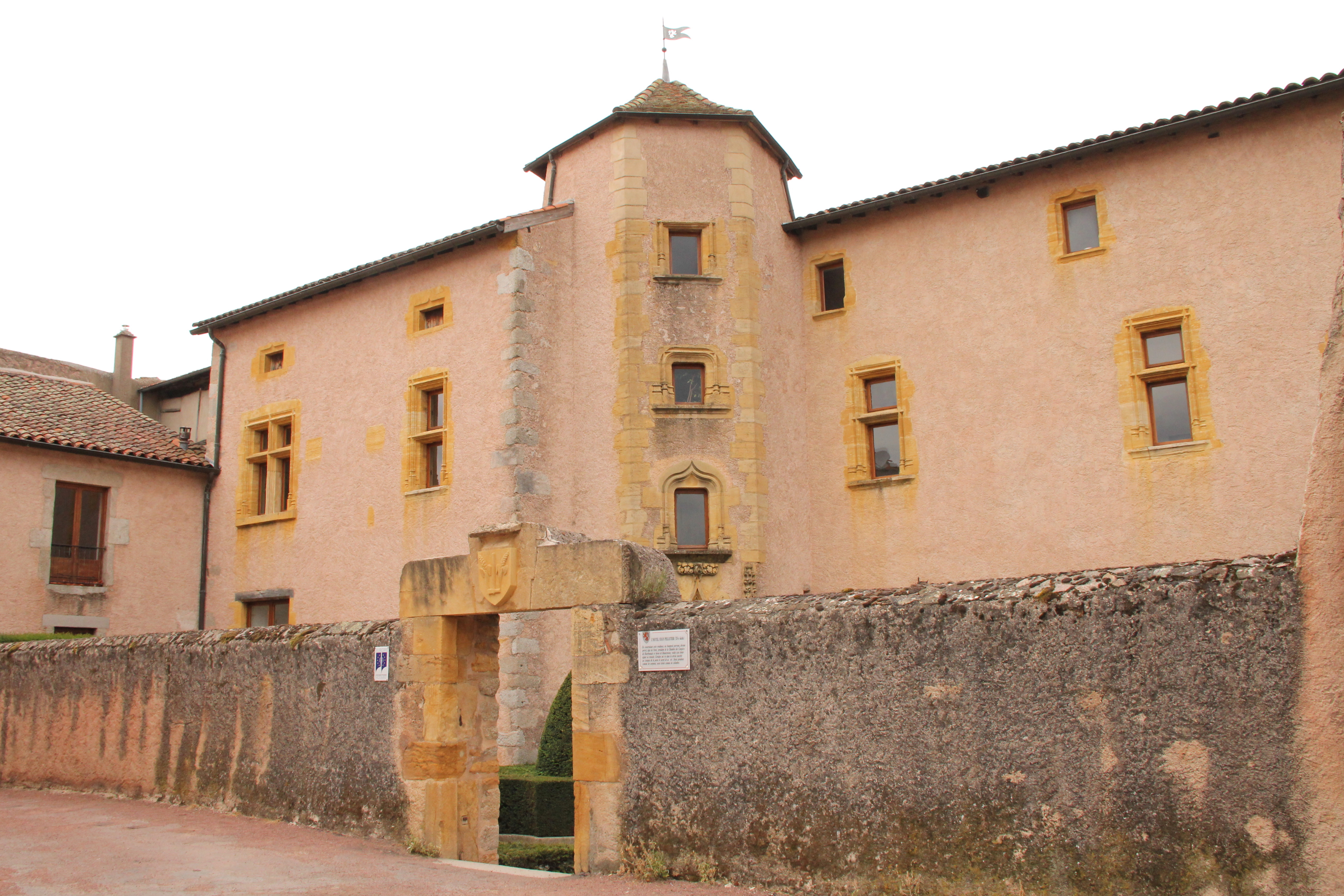
Hôtel Pelletier.

## Personnalités liées à la commune
- Jean Jules Jusserand (° 1855 - † 1932), diplomate et historien, ambassadeur aux États-Unis de 1902 à 1925, il possédait une maison au sein du village qui a érigé un monument à sa mémoire.
- Louis Cazamian (° 1877 - † 1965), ancien élève de l' École normale supérieure de Paris, reçu premier à l'agrégation d'anglais en 1900, Louis Cazamian fut docteur en lettres peu de temps après (1903). Brillant critique littéraire, spécialiste de la littérature anglaise, il l' enseigna pendant de nombreuses années à la Sorbonne. Il fut également l'auteur fort connu d'un ouvrage universitaire écrit avec son collègue Emile Legouis : "Histoire de la littérature anglaise des origines à nos jours". Il est mort en 1965 dans la commune. Il y a également épousé Madeleine Clédat, angliciste connue pour ses traductions de poésie anglaise, et également professeur à la Sorbonne.